# De ondergang van Briareus
De ondergang van Briareus (Engelse titel: The twilight of Briareus) is een sciencefictionroman uit 1974 van de Britse schrijver John Middleton Murry Jr, schrijvend onder zijn pseudoniem Richard Cowper. Voor Cowper was The twlight geen direct succes; het werd door zijn uitgeverij afgewezen. Cowper schreef daarop daarover een satirische roman Clone, dat wel werd uitgegeven en een succes werd. Vervolgens verscheen The twilight alsnog. Voor Nederland lag het anders. De ondergang verscheen qua tijd voor Cowpers debuutroman Kuldesak (Born 68), beide in de Born SF-reeks. Clone is voor zover bekend niet in het Nederlands vertaald.

## Synopsis
De ondergang van Briareus is geschreven als een vastlegging van de avonturen van Calvin Johnson, een leraar. Het is dan 2016. Het verhaal begint in 1983 als Johnson samen met zijn vriendin Margaret aan het wandelen is. Het Engeland van toen was anders dan het Engeland dat we in 1983 kenden. De reden daarvoor is dat tijdens de kroning van Victoria van het Verenigd Koninkrijk in 1851 heel ver weg de ster Briareus binnen enkele seconden veranderde in een supernova. Die ster staat 130 lichtjaar van de Aarde af, maar heeft na die 130 jaar invloed op het leven op Aarde. Mensen blijken onvruchtbaar te zijn geworden en een aantal mensen krijgt paranormale gaven (Zeta-mensen). Empathie wordt tot het uiterste opgerekt, en ook telepathie vindt haar weg naar de mensheid. Op geologisch vlak blijkt de Golfstroom te zijn verplaatst en bevindt het Verenigd Koninkrijk in een permanente herfst/winter. Als er een nieuwe balans is gevonden blijkt de wijziging van leefpatronen niet veroorzaakt te zijn door het verval van de ster zelf, maar door de bewoners van de nabij rondcirkelende planeet, die alleen via telepathische weg communiceren.  
Johnsons medewerker Spencer Unwin ordent alle gegevens die Johnson heeft achtergelaten en “geeft” ze “uit”. Het verhaal gaat over de moeilijke acceptatie van de nieuwe leefpatronen als gevolg van empathie en telepathie, daardoorheen is een seksthema gevlochten. Als alles geordend is sluit Unwin af met losse fragmenten en een nawoord. Daarin blijkt dat er op de minder dichtbevolkte aarde een nieuwe balans is ontstaan en dat de mensen ook weer kinderen kunnen krijgen. Die hebben allen de Zeta-factor. Johnson wordt gezien als zijnde een tussenfase; hij kan de oude en nieuwe mens begrijpen en worstelt met die overgang.

## Ontvangst
Alhoewel recensenten in de sciencefictionhoek het een redelijk boek vonden, kreeg het wisselende reacties. Het boek zou in onbalans zijn. Het kwam wel op de lijst voor de Locus Award, maar eindigde als tiende. 